# Palamernis
Palamernis é um gênero de traça pertencente à família Brachodidae.